# Christian Rosing
Hans Christian Theodor Rosing (* 20. Dezember 1866 in Kopenhagen; † 27. August 1944 in Appat) war ein grönländischer Missionar.

## Leben
Christian Rosing war der Sohn des Udstedsverwalters Peter Frederik Rosing (1835–1911) und der Hebamme Haldora Helene Margrethe Caroline Petrussen (1842–1901). Seine Brüder waren der Künstler und Landesrat Peter Rosing (1871–1938) und der Landesrat Karl Rosing (1878–?). Er wurde in Dänemark geboren, wo seine Mutter gerade als erste Grönländerin zur Hebamme ausgebildet wurde. Kurz nach seiner Geburt kehrten sie nach Grönland zurück.
1882 wurde er an Grønlands Seminarium aufgenommen und schloss dieses 1888 ab. Im selben Jahr wurde er als Katechet in Atammik eingesetzt, aber wegen seiner pädagogischen Fähigkeiten wurde er schon ein Jahr später zum Lehrer am Seminarium ernannt und wirkte nebenher als Katechet in Nuuk. Er heiratete am 6. Juli 1890 in Maniitsoq Malene Karoline Klara Kreutzmann (1869–1943), Tochter des Künstlers und Udstedsverwalters Jens Kreutzmann (1828–1899) und seiner Frau Charlotte Amalia Sommer (1837–1898). Aus der Ehe gingen unter anderem die Söhne Peter Rosing (1892–1965), Otto Rosing (1896–1965), Jens Rosing (1900–1944), Nikolaj Rosing (1903–1968) und Kâle Rosing (1911–1974) hervor. 1901 wurde er Oberkatechet von Nuuk.
Er interessierte sich für die Mission in Ostgrönland und bat darum, Nachfolger von Frederik Carl Peter Rüttel zu werden, als dieser aus gesundheitlichen Gründen abtreten musste. Er ließ sich von 1903 bis 1904 in Dänemark weiterausbilden und wurde in Kopenhagen ordiniert. Im selben Jahr begann er als Missionar in Ammassalik. Christian Rosing galt als talentierter Missionar, der seine eigenen Missionsinteressen gelungen mit der bisherigen Lebensweise der Tunumiit vereinigen konnte, ohne diese den Ostgrönländern abzuzwingen. Er galt bei ihnen als sehr beliebt und hatte ihr volles Vertrauen. 1906 veröffentlichte er das Buch Tunuamiut (1946 als Ostgrønlændere auf Dänisch herausgegeben), in dem er die Kultur und die Mission in Ostgrönland schilderte. Von 1913 bis 1914 war er ein Jahr lang beurlaubt. 1921 konnte er die letzten ostgrönländischen Heiden taufen.
1922 kehrte er nach Westgrönland zurück, während sein Sohn Peter ihn in Ostgrönland ablöste. Christian Rosing wurde anschließend Pastor in Appat. 1936 wurde er pensioniert. 1937 wurde er zum Ritter des Dannebrogordens ernannt. Er starb 1944 im Alter von 77 Jahren in Appat.